# Kurwa Fatehpur Chhapra
Kurwa Fatehpur Chhapra – wieś w Indiach położona w stanie Bihar, w dystrykcie Sitamarhi, w tehsilu Bairgania.
Według spisu z 2011 we wsi znajdują się 223 domy i zamieszkuje je 1 240 osób.